# 1997 en sports équestres
Chronologie des sports équestres
- 1996 en sports équestres - 1997 en sports équestres - 1998 en sports équestres

Cet article présente les faits marquants de l'année 1997 en sports équestres.

## Événements

### Avril
- avril 1997 : la finale de la coupe du monde de saut d'obstacles 1996-1997 est remportée par Hugo Simon et E.T. FRH[1].

### Septembre
- 11 septembre 1997 : 23e édition du championnat d'Europe de concours complet d'équitation 1997 à Burghley (Royaume-Uni) qui est remportée par Bettina Hoy sur Watermill Stream en individuel et par l'équipe du Royaume-Uni[2].
- 28 septembre 1997 : journée nationale du cheval et du poney dans toute la France[3].
- 26 septembre 1997 au 28 septembre 1997 : premiers championnats du monde de TREC à Saint-Pierre-d'Albigny (France)[3].

### Année
- 24e édition des championnats d'Europe de saut d'obstacles à Mannheim (Allemagne).
- 18e édition des championnats d'Europe de dressage 1997 à Verden (Pays-Bas).
- 3e championnat d'Europe de polo à Milan (Italie).
- la finale de la coupe du monde de dressage 1996-1997 à Bois-le-Duc (Pays-Bas) est remportée par Anky van Grunsven sur Bonfire[4].